# Spermacoce jacobsonii
Spermacoce jacobsonii är en måreväxtart som beskrevs av Frederick Manson Bailey. Spermacoce jacobsonii ingår i släktet Spermacoce och familjen måreväxter. Inga underarter finns listade i Catalogue of Life.